# Hancock (Minnesota)
Hancock – miasto w Stanach Zjednoczonych, w stanie Minnesota, w hrabstwie Stevens.